# Der Doktor braucht ein Heim
Der Doktor braucht ein Heim (Original: The doctor needs a home) ist der deutsche Titel einer von Irene Dische verfassten Erzählung.
Der Ich-Erzähler, ein 90-jähriger Biochemiker und emeritierter Universitätsprofessor, schildert seine Lebensgeschichte, sein Umfeld und die Welt aus dem Blickwinkel eines an Alzheimer Erkrankten.
Dische zeichnet auf nur etwas mehr als 40 Seiten das Bild einer sich allmählich auflösenden Persönlichkeit im Konflikt mit sich und ihrer Umwelt. Sie verarbeitet damit literarisch die Biographie ihres Vaters Zacharias Dische, eines in Drohobycz in der österreichisch-ungarischen Monarchie geborenen und später emigrierten Biochemikers. Wichtige Ereignisse seines Lebens werden in der Erzählung aus der Sicht des verblassenden Bewusstseins beschrieben: Das Verhältnis zu seiner geschiedenen Ehefrau – einer Pathologin – und Mutter seiner Tochter, das Verhältnis zu Österreich als Ort der Erinnerung und sehnsuchtsverklärter alter Heimat, das Verhältnis zu einer McDonald’s-Filiale, die zum Stammcafé wird. Zentrales Element ist das Verhältnis zu seiner Familie, die er dem Feind überlässt und die schließlich von den Nationalsozialisten ermordet wird, und die Schuldgefühle, die als Imagination seiner toten Schwester Zescha ihn ein Leben lang begleiten.

## Ausgaben
- Erstveröffentlichung in der Sammlung Strange Traffic. Stories. By Irene Dische.  New York 1990. ISBN 0-80504173-7
- Der Doktor braucht ein Heim. Aus d. Amerik. von Reinhard Kaiser. Frankfurt: Suhrkamp 1990. ISBN 3-518-40293-5